# Wańko Kierdejowicz
Wańko Kierdejowicz  z Kwasiłowa, h.  Kierdeja, (zm. w XV w.) 
– kasztelan chełmski (1454), ziemianin łucki, reprezentant szlachty gniazdowej łuckiej. 
Waśko Kierdejowicz – (ojciec Wańki), występuje w aktach po raz pierwszy w 1358 r. jako sędzia Kiejstuta, kiedy jego ojciec Kierdej, występuje w pierwszej połowie XIV w.
Wańko Kierdejowicz używał jako kasztelan chełmski w 1454 r. średniowieczne znaki pieczętne  Kierdeja stosowanego już w 1436 r. Herb jego to pole dwudzielne - prawe (herbowe) czerwone, lewe niebieskie a w lewej trzy lilie andegaweńskie w słup i w klejnocie krzyż łaciński między dwoma piórami kokota.  
W 1455 r. należała do niego miejscowość Bończa, Kobyle - wymieniana  od 1442 r. 
Z inicjatywy kasztelana chełmskiego Wańki z Kwasiłowa, dokonano w połowie stulecia, przekładu polskich statutów ziemskich na język ruski „dla miłych panów sędziów i podsędków”.